# مارکو لوپز (هنرپیشه)
مارکو آنتونیو لوپز (انگلیسی: Marco Antonio Lopez؛ زادهٔ ۱۰ سپتامبر ۱۹۳۵) بازیگر اهل ایالات متحده آمریکا است.
از فیلم‌ها یا برنامه‌های تلویزیونی که وی در آن نقش داشته است، می‌توان به وضعیت اضطراری! اشاره کرد.